# 최홍만
최홍만(崔洪萬, 1980년 10월 30일 ~ )은 대한민국의 전 씨름 선수이며, 킥복싱 선수, 종합격투기 선수이다.

## 이력
제주도에서 출생하였고, 2008년 뇌종양 수술을 받았다. 씨름 선수 시절 천하장사 한 번과 백두장사 세 번을 지냈다. K-1에 진출한 후 2005년 서울 그랑프리에서 우승하였고 2009년 10월 현재 입식타격 경기와 종합격투 경기를 합해 23전 14승 9패다.

## 학력
- 서울자양국민학교 (졸업)
- 한림중학교 (졸업)
- 경원고등학교 (졸업)
- 동아대학교 (체육학 / 학사)

## 생애

### 씨름 선수 시절
제주도의 불교 집안에서 2남 중 차남이자 막내로 출생하였다. 중학교 3학년 때 제주시에 전지훈련을 온 동아대학교 씨름부의 송미현 감독의 눈에 들어 씨름을 시작하였다. 당시 최홍만의 키는 180cm였고, 이후 경원고등학교, 동아대학교 씨름부에서 씨름을 하며 키가 더 자랐다. 그는 용인대학교를 중퇴하고 당시 최대였던 계약금 4억 5천만원에 연봉 4000만원을 받으며 LG투자증권 황소씨름단에 입단하였다(이후 김영현이 1000만원 더 많은 계약금을 받고 신창건설 코뿔소 씨름단에 입단).
그는 씨름판에서 시합에서 이긴 후 코믹 테크노 댄스를 추는 것으로 인지도를 얻었다. 그의 염색한 머리와 테크노 춤은 젊은 팬들까지 씨름판으로 끌어왔고, 직접 자신의 팬카페를 운영하며 팬들과 직접 채팅을 하기도 했다.
최홍만은 프로 씨름 데뷔 해인 2003년 4월 진안 장사 씨름대회에서 백두장사에 올랐고, 같은 해 12월 14일 김영현을 꺾고 제41대 천하장사에 올랐다. 이후 2004년 두 번의 백두장사를 지내며 데뷔 2년 만에 세 번의 백두장사에 올랐다.
2004년 12월 6일 황소씨름단이 모기업인 LG투자증권의 매각으로 해체되었고, 최홍만을 비롯한 동료들은 해체 반대 단식농성에 들어갔다. 그 와중에 그의 격투기 진출 소식이 들려오기 시작하였고 씨름계는 크게 반발하였다. 2004년 12월 16일 기자회견에서 정식으로 K-1 진출을 밝혔다.

### 킥복싱 및 종합격투기 선수 시절
최홍만은 2005년 3월 19일 K-1 서울 그랑프리 2005 대회의 토너먼트 첫 경기에서 전 스모선수인 와카쇼요를 KO로 꺾으며 격투기에 데뷔했다. 그리고 같은 날 치러진 토너먼트 두 번째 경기에서 스모 요코즈나 출신의 차드 로완을 KO로 작년 대회의 우승자인 태국의 카오클라이 카엔노르싱에 판정승을 거두며 데뷔 첫 해에 2005년 서울 그랑프리에서 우승했다. 그는 지역 그랑프리 우승자 자격으로 월드 그랑프리 16강에 진출하게 되었다.
2005년 6월 14일 K-1 히로시마 그랑프리 2005 대회 슈퍼 파이트 초청경기에서 프로레슬러 출신인 톰 하워드를 상대로 1R 2분 10초만에 최홍만의 니킥에 의한 KO승으로 좋은 출발을 했다. 2005년 7월 29일 K-1 하와이 그랑프리 2005 대회 슈퍼파이트에서는 2005 서울 그랑프리 준결승 상대였던 요코즈나 출신 일명 "아케보노"라 불리는 차드 로완이었다. 차드 로완은 하와이가 고향인 만큼 요코즈나의 자존심을 최홍만에게 도전장을 내서 매치가 성사됐던 것이다. 그러나 1R에서 실력차가 확연히 드러나 결국 펀치연타로 인해 최홍만의 승리로 끝이 났다.
2005년 9월 23일 최홍만은 오사카에서 열린 월드 그랑프리 16강전에서 베테랑 어네스트 후스트를 두 번이나 꺾은 밥 샵에 치열한 접전 끝에 2-0 판정승을 거두었고, 데뷔 첫 해에 월드 그랑프리 8강에 들어가 도쿄에서 열리는 결승 토너먼트에 진출했다. 2005년 11월 19일 도쿄에서 열린 결승 토너먼트 첫 경기에서 최홍만은 노련한 무에 타이 격투가이자 작년 우승자인 레미 본야스키를 만나 시종일관 킥을 허용하였고 심판 전원 일치 판정패를 당해 첫 패배를 맛보게 된다. 그 결과 다리근육파열로 장기간 휴식에 취하기도 했다.
이후 2006년 4월 29일 최홍만은 미국 라스베이거스 대회에서 프로레슬러 출신인 실베스터 터카이를 심판 전원 일치 판정승으로 이기며 처음으로 미국 무대에 서게 되어 첫 패배 후 재기를 하게 됐다. 2006년 6월 3일 서울 대회의 슈퍼파이트 초청 경기에서는 전년도 그랑프리 챔피언 세미 슐트를 상대로 2-1 판정승을 이끌어냈지만, 서울에서 열린대회였고 홈어드벤티지가 지나치게 허용되었다는 점에서 판정의혹 제기가 일어난 경기이기도했다. 대체적으로 세미 슐트가 단 한차례 뒤로 돌아서는 모습을 보여주기는 했지만 대체적으로 세미 슐트가 이끌어간 경기였다.
2006년 7월 30일 최홍만은 차드 로완과의 3번째 대결로 리벤지전을 가졌고 서로가 아웃파이팅으로 경기운영을 했지만 확연한 실력차로 인해 2R 57초만에 최홍만은 3연속 승리를 하게 된다., 전년 8강 진출자는 자동으로 16강에 들어간다는 규정에 따라 2006년 9월 30일 2000년 나고야 챔피언, 2001 오사카 챔피언인 하이퍼 베틀사이보그 제롬 르 밴너와 월드 그랑프리 16강 경기를 치렀다. 하지만 연장까지 이어지는 승부 끝에 최홍만의 판정패로 두 번째 패배를 하게 된다. 2006년 12월 2일에는 주특기인 부메랑 훅으로 역대 상대를 KO로 눕힌 바가 있는 K-1의 인기 파이터 레이 세포와 리저브 매치로 경기를 갖기로 되어 있는데 최홍만이 부상으로 빠지면서 멜빈 맨호프가 대체 선수로 출전했다.
2006년 12월 31일에는 코미디언 출신 보비 올로건을 상대로 첫 종합격투 경기를 가지게 되었다. 최홍만은 몸을 날려 발차기를 하는 올로건을 바닥에 눕히고 주먹을 내리꽂아 10초만에 TKO로 승리했다. 2007년 3월 4일 요코하마 스페셜 매치에서는 시알라모 실리가를 상대했고, 2R 50초 라이트훅에 KO를 당하며 사상 첫 KO패를 당했다. 2007년 4월 28일에는 현 월드그랑프리 챔피언인 세미 슐트를 KO로 꺾은 바가 있는 알렉세이 이그나쇼프와 슈퍼파이트로 대진을 갖기로 했는데 부상으로 빠지면서 하와이안 파이터인 마이크 말론과 붙게 된다. 긴 리치차이와 최홍만의 세 차례 다운 끝에 결국 2R 중반에 KO로 시알라모 실리가에게의 패배 후 재기를 하게 된다.
2007년 6월 2일에는 로스앤젤레스에서 열린 K-1 다이너마이트!! 미국 대회에서 전 WWE 챔피언인 브록 레스너와 종합 격투 경기를 가지려 했으나, 최홍만의 머리에 종양이 있다는 이유로 캘리포니아주 체육위원회가 출전 허가를 내주지 않았다. 결국 최홍만의 출전이 무산되고, 같은 한국인 격투가인 김민수가 대신 브록 레스너를 상대하게 되었다.
최홍만은 2007년 8월 5일 열린 홍콩에서 가진 특별 경기에서 게리 굿리지를 1회 1분 34초만에 KO시키며 승리를 거두어서 자신의 건재함을 증명하였다., 2007년 9월 29일 대한민국 서울에서 열리는 월드 그랑프리 개막전에서 주최국 대표선수로 출전해 시알라모 실리가에게 승리를 거두었으나, 많은 논란이 됐던 경기였다. 2007년 12월 8일 일본 요코하마에서 열린 월드 그랑프리 결승전에서 작년 개막전 상대였던 제롬 르 밴너에게 스피드와 체력으로 인해 판정패하여 4강 진출이 좌절되었다.
2007년 12월 31일, 루머로 들끊었던 최홍만 vs 표도르 에멜리아넨코의 대결이 마침내 실현됐고, 야렌노카에서 최홍만은 프라이드FC 헤비급 챔피언 표도르 에멜리아넨코와 MMA 룰로 맞붙었다. 표도르가 태클을 시도했는데 오히려 최홍만이 마운트포지션을 잡았다. 파운딩을 날리는 순간 표도르가 첫 번째 암바를 시도하였지만 심판의 손동작을 오해하여 암바승으로 경기가 중단된줄알고 직접 암바를 풀고 말았다. 하지만 다시 한번 표도르가 태클을 시도할 때 최홍만은 마운트포지션을 잡았다. 파운딩을 날릴 때 또 다시 결국 암바에 걸려 패배했다. 2008년 9월 27일 서울에는 최근 무서운 상승세로 레이 세포, 글라우베 페이토자, 드마조프 오스토지치를 전부 1R KO로 잠재운 최대난적 바다 하리와 개막전에서 맞붙었고, 연장전까지 갔지만 오른쪽 갈비뼈 쪽에 부상으로 기권패했다. 2008년 12월 6일 K-1 2008 WGP 파이널에서 최홍만은 리저브 제 1 매치로 최근 같이 연패의 늪에 빠져있는 레이 세포와 맞붙었다. 일각에서는 최홍만이 이길것으로 예측했지만 결과는 무기력하게 느린 스피드로 그에 비해 빠른 레이 세포를 끝끝내 잡지 못하고 또 다시 판정패했다.
2008년 12월 31일 K-1 다이너마이트! 2008에서 최홍만은 "불꽃하이킥"이라 불리는 미르코 크로캅과 MMA 룰로 K-1 다이너마이트! 2007에 이어 경기를 하게 됐다. 최홍만과미르코 크로캅은 각각 연패에 늪에 빠져있었고 쌍방간 연패에 늪에서 나오려고 벼르던 경기였다. 경기 전부터 최홍만은 "하이킥은 내 머리에 닿지 않는다" "시작과 동시에 넘어뜨려 파운딩을 하고 끝내겠다"라며 승리를 자신했고, 미르코 크로캅은 215cm의 크로아티아 농구선수와 연습을 하며 최홍만에게 하이킥이 머리에 닿는다는 것을 사진 한 장으로 각인시켜 주었다. 드디어 경기가 시작되었고, 예상대로 미르코 크로캅은 아웃 파이팅을 하며 미들킥,레그킥을 연타하며 최홍만을 곤란하게 만들었고 간간히 하이킥을 시도하다가 위험한 상황을 연출하기도 했다. 그런데 1R 중반, 크로캅이 안쪽 레그킥을 시도하다 최홍만의 급소를 맞춰 잠시 경기가 중단되었다. 그런 최홍만이 다른 문제가 있어 보였다. 방송 중간에 작은 목소리로 "아 무릎.."하며 작은 목소리로 말했고 경기가 재개 되자마자 미르코 크로캅은 최홍만의 왼쪽 무릎 안쪽에 강한 레그킥을 작렬했다. 그러자 최홍만은 무릎을 잡고 쓰러졌고, 1라운드 6분 32초만에 TKO패를 당하고 말았다.
하지만 대한민국 의학계는 최홍만의 말단비대증을 의심했고, KBS의 시사고발 프로그램 《추적60분》은 2007년 8월 8일과 2007년 9월 19일 두차례의 방송으로 최홍만의 건강에 대한 의혹을 제기했다. 《추적60분》은 최홍만의 주체육위원회의 판정에 대한 이의 제기로 열린 청문회를 방영했고, 위원회는 최홍만이 수술을 하지 않고 선수 생활을 계속 할 경우 위험할 수 있다고 주장했다. 또한 2006년 4월 29일 라스베이거스 대회에 출전할 당시 제출했던 MRI 뇌 사진 판독서에는 종양에 대한 언급이 없어, 당시 종양을 감추기 위해 FEG가 허위 판독서를 제출한 것이 아닌가 하는 의혹도 제기했다. K-1의 주최사인 FEG의 다니가와 사다하루 대표도 최홍만의 첫 K-1 진출 당시 그에게 종양이 있다는 사실을 알고 있었고, 그것이 경기 출전에 문제가 없어 선수의 결정을 존중해 경기를 한다고 주장했다.
최홍만 측은 두 차례의 방송에 대해 자신은 건강 상의 문제가 없고, 《추적60분》이 시청률을 위해 자신을 물고 늘어진다고 답했다. 한편, FEG는 《추적 60분》 MRI 뇌 사진 판독서 조작에 대해 공식적인 답변을 하지 않고 있다. 2008년 6월 2일에 최홍만은 군입대를 했는데 재검으로 인해 재검을 받았지만 5급을 판정을 받았다. 원인은 그동안 논란이 됐던 뇌종양이었던 것이다. 2008년 6월 10일에는 뇌종양 수술을 받고 나서 2008년 7월 3일에 기자회견에서 자신은 아직 컨디션이 최고조가 아니라서 컨디션을 조절하여 언젠가는 서울 무대에서 복귀전을 가질 것이라고 밝혔다.
2015년 7월 25일 일본 도쿄에서 열린 2118일 만(5년 9개월)의 복귀전 로드 FC 대회에서 카를로스 도요타에게 1회 1분 29초만에 KO패했다.
2016년 9월 24일 서울에서 열린 로드 FC 대회에서 마이티 모에게 1회 4분 6초만에 KO패했다.
2019년 5월 11일 일본 마이하마에서 열린 '간류지마 세계무술왕결정전 2019 서막'에서 일본의 베테랑 파이터 가와무라 료에게 0-3으로 판정패했다.
2019년 6월 10일 서울 강서구 KBS 아레나홀 특설케이지에서 열린 AFC 012 대회 입식 무제한급(3분 3라운드) 다비드 미하일로프(195㎝·헝가리)와의 경기에서 1라운드 49초 만에 KO패했다.

## 방송 출연
씨름선수 시절부터 현직을 관두면 강호동처럼 방송계에 진출할 생각을 밝혔다. 그는 2004년 12월 16일 K-1 진출 기자회견에서도 K-1이 자신에 대한 스타 마케팅에 관심을 기울인 점이 끌렸다고 밝혔다.
격투기 선수가 된 후 KBS 《해피 선데이》〈여걸식스〉〈최홍만과 강한 친구들〉코너에 2006년 7월부터 11월까지 고정 출연하였고, 그해 8월 SBS의 토크쇼 야심만만과 2007년 2월 KBS의 해피 투게더에도 등장하였다. 2007년 11월 MBC 섹션TV 연예통신에서 가요계의 라이벌로 원더걸스를 지목하였다.
또한 일본에서는 구인구직 전문회사와 롯데 아이스크림의 TV 광고에 출연했고, 한국에서도 롯데 제과의 캔디 TV 광고에 출연한 바 있다. 그리고 우유 CF에도 출연을 한 바가 있다.
그리고 강수희와 함께 ‘미녀와 야수’라는 2인조 혼성 그룹을 결성해 2006년 12월 31일 보비 올로건과 2007년 3월 4일 마이티 모와의 시합에 앞서 노래의 랩을 하기도 했다. 그리고 2008년 1월 19일에는 그의 꿈대로 강수희와 함께 미녀와 야수라는 그룹으로 MBC《쇼!음악중심》에 출연하여 정식 가요 무대에서 공연을 가졌다. 2008년 7월 13일에는 개그콘서트에서 방청객으로 출연한 바 있다.
2009년 일본 영화 '폭렬닌자 고에몬'에서 도요토미 히데요시의 부하 장수로 등장하여 많은 비난을 받았다. 2010년에는 일본 NTV 방송의 주간드라마 '괴물군'에 출연했다. 본인의 큰 체격을 이용해 '프랑켄슈타인'역을 맡았는데 대사라곤 오직 '훈가(배고파)'뿐이었다. 또 7월에 체험 삶의 현장에서 일꾼을, 2010년 9월 말에 강심장에 출연, 동년 12월 스펀지에 게스트로 출연했다. 2011년 6월 강심장에 출연했고 2013년 5월 무릎팍도사에 출연했다.
2012년 대한민국 제18대 대통령 선거에서 박근혜 후보 지지를 선언했다.

## 격투기 전적

### 킥복싱 전적
- 22전 13승 9패 (7 KO)

| 경기일자         | 상대                  | 결과 | 내용                      | 대회                       |
| ---------------- | --------------------- | ---- | ------------------------- | -------------------------- |
| 2019년 6월 10일  | 다비드 미하일로프     | 패   | 1R 레프트 훅 KO           | AFC                        |
| 2018년 11월 15일 | 이 롱                 | 패   | 1R TKO                    | MAS FIGHT                  |
| 2017년 11월 27일 | 우치다 노보루         | 승   | 3R 판정                   | AFC                        |
| 2016년 11월 6일  | 조우 지펭             | 패   | 3R 판정                   | 실크로드 히어로 킥복싱     |
| 2008년 12월 6일  | 레이 세포             | 패   | 3R 판정                   | K-1 월드 GP 2008 파이널    |
| 2008년 9월 27일  | 바다 하리             | 패   | 4R 기권패                 | K-1 월드 GP 2008 파이널 16 |
| 2007년 12월 8일  | 제롬 르 밴너          | 패   | 심판 전원일치 판정        | K-1 월드 GP 2007 파이널    |
| 2007년 9월 29일  | 마이티 모             | 승   | 심판 2-0 판정             | K-1 월드 GP 2007 파이널 16 |
| 2007년 8월 5일   | 게리 굿리지           | 승   | 1회 1분 34초 펀치 연타 KO | K-1 홍콩 GP 2007           |
| 2007년 4월 28일  | 마이크 말론           | 승   | 2회 1분 57초 KO           | K-1 하와이 GP 2007         |
| 2007년 3월 4일   | 마이티 모             | 패   | 2회 55초 라이트 훅 KO     | K-1 요코하마 GP 2007       |
| 2006년 9월 30일  | 제롬 르 밴너          | 패   | 연장 심판 판정            | K-1 월드 GP 2006 파이널 16 |
| 2006년 7월 30일  | 아케보노 다로         | 승   | 2회 57초 KO               | K-1 삿포로 GP 2006         |
| 2006년 6월 3일   | 세미 슐트             | 승   | 심판 2-1 판정             | K-1 서울 GP 2006           |
| 2006년 4월 29일  | 실베스터 터케이       | 승   | 심판 전원일치 판정        | K-1 라스베이거스 GP 2006   |
| 2005년 11월 19일 | 레미 본야스키         | 패   | 심판 전원일치 판정        | K-1 월드 GP 2005 파이널    |
| 2005년 9월 23일  | 밥 샵                 | 승   | 심판 2-0 판정             | K-1 월드 GP 2005 파이널 16 |
| 2005년 7월 29일  | 아케보노 다로         | 승   | 1회 2분 50초 펀치 연타 KO | K-1 하와이 GP 2005         |
| 2005년 6월 14일  | 톰 하워드             | 승   | 1회 2분 10초 왼발 니킥 KO | K-1 히로시마 GP 2005       |
| 2005년 3월 19일  | 카오클라이 카엔노르싱 | 승   | 연장 심판 판정            | K-1 서울 GP 2005           |
| 2005년 3월 19일  | 아케보노 다로         | 승   | 1회 24초 TKO              | K-1 서울 GP 2005           |
| 2005년 3월 19일  | 바바구치 요이치       | 승   | 1회 1분 40초 KO           | K-1 서울 GP 2005           |

### 이종격투기 전적
| 경기일자 | 상대          | 결과 | 내용 | 대회 |
| -------- | ------------- | ---- | ---- | ---- |
| 2005년   | 밥 샵         | 승   |      |      |
| 2005년   | 레미 본야스키 | 패   |      |      |

### 종합격투기 전적
- 9전 4승 5패 (4 KO)

| 경기일자         | 상대                | 결과 | 내용                 | 대회                             |
| ---------------- | ------------------- | ---- | -------------------- | -------------------------------- |
| 2016년 9월 24일  | 마이티 모           | 패   | 1R 4분 6초 KO        | 로드 FC 033 in KOREA             |
| 2016년 4월 16일  | 아오르꺼러          | 승   | 1R 1분 36초 TKO      | 로드 FC 030 in CHINA             |
| 2015년 12월 26일 | 루오췐차오          | 승   | 1R 2분 55초 TKO 기권 | 로드 FC 027 in CHINA             |
| 2015년 7월 25일  | 카를로스 도요타     | 패   | 1R 1분 29초 KO       | 로드 FC 024 in JAPAN             |
| 2009년 10월 6일  | 미노와 이쿠히사     | 패   | 2R 1분 27초 TKO      | 드림 11 - 페더급 그랑프리 결승전 |
| 2009년 5월 26일  | 호세 칸세코         | 승   | 1R 1분 17초 KO       | 드림 9 - 페더급 그랑프리 2회전   |
| 2008년 12월 31일 | 미르코 필로포비치   | 패   | 1R 6분 32초 TKO      | K-1 다이너마이트! 2008           |
| 2007년 12월 31일 | 표도르 예멜리아넨코 | 패   | 1R 1분 54초 암바     | 야렌노카!오미소카!2007           |
| 2006년 12월 31일 | 보비 올로건         | 승   | 1R 16초 KO           | K-1 다이너마이트! 2006           |

## 등장 음악
1. Intro(2007년 12월 8일, 월드 GP 결승전부터 입장곡으로 쓰임)
2. 미녀와 야수
3. 행복
4. 자존심

## 출연작

### 영화
- 특명계장 타다노 히토시 최후의 극장판(2008년) - 초 역
- 폭렬닌자 고에몬(2009년) - 가오(我王) 역
- 괴물군(2010년) - 프랑켄 역

### 드라마
- 특명계장 타다노 히토시 시즌4 - (아사히TV, 2009)
- 싸우자귀신아 (tvN, 2016년) - 룸싸롱 귀신 역

### 오락 프로그램
- 런닝맨 - SBS (2015) Ep254
- 1박 2일 - KBS 2 (2013)
- 세 얼간이 - tvN (2012)
- 신화방송 - JTBC (2012)
- 스펀지 0 - KBS 2 (2010)
- 강심장 - SBS (2010, 2011)
- 체험 삶의 현장 - KBS 2 (2010)
- 링컨 - TBS (2009)
- 현장토크쇼 택시 - tvN (2008)
- vs 아라시 - 후지TV (2008)
- 최홍만의 화려한 휴가 - XTM (2007)
- SMAP X SMAP<BISTRO SMAP> - 후지TV (2006)
- 해피선데이 여걸6 - KBS2 (2006)
- 해피선데이 최홍만과 강한친구들 - KBS2(2006)
- 인간극장 - KBS2(2004)